# Den lange rejse hjem
Den lange rejse hjem (originaltitel The Long Voyage Home) er en film fra 1940, der handler om besætning og passagerer om bord på et fragtskib. I hovedrollerne ses John Wayne, Thomas Mitchell, Ian Hunter, Barry Fitzgerald, Wilfried Lawson, John Qualen, Mildred Natwick og Ward Bond.
Manuskriptet er skrevet af Dudley Nichols og er baseret på fire skuespil af Eugene O'Neill, The Moon of the Caribees, In The Zone, Bound East for Cardiff og The Long Voyage Home. Filmen er instrueret af John Ford.
O'Neills skuespil er fra tiden omkring 1. verdenskrig, og de er blandt hans tidligste stykker. Skuespillet The Long Voyage Home handler om en svensk sømand ved navn Olson, som planlægger at trække sig tilbage fra havet og vende hjem til sin families gård, men som kidnappes i London og tvinges til at sejle med verdens værste skib.